# Французская интервенция на Юге России
Иностранная военная интервенция на Юге России — присутствие войск Антанты под объединённым командованием Франции на территории современной Украины в 1918—1919 годах. Имела ограниченный характер и хотя была важным фактором в политической ситуации, не имела ключевого значения в событиях того времени.

## История событий
Начало гражданской войны на территории бывшей Российской империи, в том числе на Украине, противогетманское восстание 1918 года, распад Австро-Венгрии и революции в Германии сделали в конце 1918 Центральную и Восточную Европу зоной чрезвычайной военной напряжённости, которая могла перекинуться на Западную Европу. Потенциальная опасность заставила страны Антанты применить превентивные меры по стабилизации ситуации в Восточной Европе, прежде всего на территории Российской империи. Именно об этом говорилось в декларации, опубликованной в конце ноября 1918 года в одесской прессе от имени стран Антанты. В частности, в ней провозглашалось, что страны Антанты «подтверждают свою непоколебимую волю» поддержать порядок на Юге России и что эта «непоколебимая воля в ближайшем времени будет поддержана вооружённой силой в таком количестве, как того требуют обстоятельства».
Ещё в декабре 1917 года Великобритания и Франция разделили территорию России на сферы влияния. Территория к северу от Чёрного моря попала в зону французской ответственности, к востоку — английской.
В сентябре 1918 года премьер-министр Франции Ж. Клемансо утвердил план расширения театра военных действий (в ходе продолжавшейся Первой мировой войны) с Балканского театра на территории бывшей Российской империи, прилегающие к Чёрному морю.
24 ноября в Севастополь пришёл посланный на разведку британский легкий крейсер «Кентербери», на следующий день пришла большая эскадра. Впереди шли британские дредноуты «Суперб» и «Темерер», за ними — французский дредноут «Джастис», крейсера «Галатея», «Агордат»  и девять эсминцев, итальянские и греческие корабли, всего 22 вымпела.
Князь В. А. Оболенский писал: «Толпа кричала „Ура!“ и махала шапками. Наконец свершилось то, чего мы ждали в течение четырёх лет войны и двух лет разложения России».
На берег были высажены 600 британских морских пехотинцев и 1600 сенегальцев из 75-го французского полка. Англичане строго потребовали, чтобы на всех судах в Севастополе были спущены Андреевские флаги и подняты английские. Однако другие союзники потребовали и свою долю в разделе германских и русских судов.
26 ноября первый английский миноносец появился на рейде Одесского порта. Позднее здесь появились французские и греческие корабли. 29 ноября в Одессу, где ещё находился сильный гарнизон австро-немецких войск, пришёл эшелон сербских войск (800 человек), а через два дня — польские легионеры (1000 человек). 2 декабря в Одессу прибыл французский линейный корабль «Мирабо». 7-10 декабря в Одесском порту высадилась французская дивизия с артиллерией (до 3 тысяч человек).
К этому времени повстанческие отряды и войска, перешедшие на сторону Директории УНР, контролировали большую часть Украины, полностью блокировали Киев и заняли города под Одессой: Балту, Ананьев, Бирзулу. 10 декабря они подошли вплотную к Одессе. 12 декабря передовые части армии Директории вступили в Одессу. В Одессе была установлена власть Директории. Командованию союзных войск петлюровцы оставили только небольшую приморскую «Союзную зону» Одессы (порт, несколько приморских кварталов, Николаевский бульвар). Однако 16 декабря в Одесском порту с вновь прибывших судов высадился французский десант генерала Бориуса, который совместно с польскими легионерами помог местному белогвардейскому отряду генерала А. Н. Гришина-Алмазова выбить войска Директории из города.
18 декабря французское командование потребовало от Директории вывода её войск из Одессы. Симон Петлюра, опасаясь войны с Антантой, приказал прекратить всякие боевые действия против её войск, настоял на немедленном выводе войск из Одессы и отводе их на 40 км севернее города, где был установлен Южный фронт армии УНР под командованием генерала А. Грекова, командующего войсками Директории в Херсонской, Екатеринославской и Таврической губерниях.
После отвода петлюровских войск французское командование заявило, что берёт Одессу и Одесский район «под своё покровительство». Генерал Гришин-Алмазов был утверждён в должности военного губернатора Одессы и прилегающего района от имени Добровольческой армии и при согласии французского командования. К концу декабря численность французских войск в Одессе выросла до 15 тысяч. Одесса была разбита на зоны контроля: добровольческую, французскую и польскую. Блокада 600-тысячной Одессы армией УНР и прекращение подвоза продовольствия привели к голоду и продовольственным беспорядкам.
Несмотря на то, что Одессой формально управлял Гришин-Алмазов, реальная власть была в руках прибывшего 13 января 1919 года французского генерала д’Ансельма (командующий силами Антанты на Юге России) и начальника штаба французских войск на Юге Фрейденберга. Уже на следующий день после своего приезда д’Ансельм принял украинскую миссию генерала Грекова, после чего французское командование, отказавшись от ориентации на белогвардейскую армию генерала Деникина (которого французы считали протеже Великобритании), начало тайные переговоры в Одессе и Бирзуле с представителями Директории — премьером Директории С. Остапенко, министром иностранных дел К. Мациевичем, генералом А. Грековым.
Д’Ансельм потребовал от украинских войск разблокировать район вокруг Одессы и отойти на линию Тирасполь — Бирзула — Вознесенск — Николаев — Херсон, освободив для французских войск военно-хозяйственный плацдарм, способный прокормить население Одессы и 50-тысячную группировку Антанты. Директория была вынуждена выполнить это требование как необходимое условие для начала переговоров о союзе с Антантой. На востоке интервенты планировали продвинуться в направлении Нового Буга, Берислава, Алёшек, Скадовска, намереваясь закрепиться (совместно с крымскими белогвардейцами) на железной дороге Херсон — Перекоп. 21 января, получив от Директории согласие на расширение контролируемой зоны, французские и греческие войска начали занимать указанные территории, высаживая морские десанты и продвигаясь по железной дороге в направлении Херсона и Бирзулы. В районе устья Днепра союзники соединились с войсками белогвардейской Крымско-Азовской армии. Уступки интервентам со стороны Директории поставили атамана Григорьева, считавшего себя единоличным хозяином района Николаев — Херсон, в сложное положение и привели к его переходу на сторону Красной армии уже через неделю после начала продвижения интервентов на восток.
В конце января - начале февраля 1919 года войска Антанты взяли под свой контроль Херсон и Николаев. Генерал д’Ансельм издал приказ, в котором объявил: «Франция и союзники пришли в Россию, чтобы дать возможность всем факторам доброй воли и патриотизма восстановить порядок в крае».
Французские военные представители пытались разобраться в сложном конгломерате местных политических группировок, не допускать единоличного укрепления какой-либо из них. Однако они не скрывали и своей антибольшевистской предвзятости и приверженности идее сохранения «единой и неделимой России». Последнее не могло не сказаться отрицательно на украинско-французском диалоге в феврале-марте 1919. Французская позиция сводилась к семи пунктам:
1. Юг бывшей Российской империи делился на две части. Первая — в неё входили Киевская, Волынская, Подольская, Полтавская, Черниговская и частично Харьковская губернии — отводилась под управление Директории УНР. Вторая — Южнорусский край — отводилась под управление специально созданной Антантой российской Директории, в которую приобщался представитель Добровольческой армии.
2. Весь Край оккупировался французскими войсками.
3. Власть обеих Директорий распространялась только на гражданские формы жизни.
4. Создавался единый антибольшевистский фронт во главе с французским командованием.
5. Организовывались смешанные французско-украинские и французско-российские военные подразделения.
6. Обе Директории обязывались провести аграрную реформу, которая предусматривала, в частности, обязательный выкуп крупных имений и сохранение частной собственности на малые и средние поместья.
7. Французы должны были осуществлять управление финансами и железными дорогами.

Дополнительно французские представители настаивали на персональных изменениях в руководстве УНР. Этот план не нашёл понимания ни у Директории УНР, ни у высшего командования Добровольческой армии.
В начале весны 1919 года Антанта приняла политическое решение не вступать в широкомасштабные военные действия на Юге России. В начале марта, под давлением повстанческих отрядов бывшего командира Армии УНР Н. А. Григорьева, перешедшего к тому моменту на сторону большевиков, объединённые силы союзников оставили Херсон и Николаев, а в начале апреля (4—6 апреля 1919 года) из Одессы были эвакуированы все их войска. Решение об оставлении Одессы было одобрено Советом пяти в ходе Парижской мирной конференции в 20-х числах марта 1919 года. Большинство антантовского десанта была передислоцирована в Румынию. Точечный характер дислокации войск Антанты, их относительная малочисленность, пассивная форма собственно военного участия войск Антанты не дают оснований говорить о значимой роли военной интервенции Антанты в Гражданскую войну в России, как то изображала советская историография.
Французский военный флот был выведен из Чёрного моря к маю 1919 года. Часто в качестве причины вывода эскадры (в том числе в советской историографии) указывают мятеж, поднятый матросами на нескольких кораблях с требованием возвращения домой, однако на самом деле вывод кораблей был запланирован французским командованием еще до начала выступлений матросов.

### Мемуары
- Деникин А. И., Маргулиес М. С., Брайкевич М. В. Французы в Одессе. Из белых мемуаров. — 1-е. — Л.: Красная газета, 1928. — 262 с. — 10 000 экз.
- Марголин Арнольд. Украина и политика Антанты (Записки еврея и гражданина). — Берлин, 1921.
- Шульгин В. В. Французская интервенция на юге России в 1918—1919 гг. (Отрывочные воспоминания) // Публ. и предисл. H. H. Лисового. Домострой. — 1992, 4 февр. — С. 12.
- Черчиль В. Глава IX. Неоконченная задача // Мировой кризис = The World Crisis 1918—1925. — 1-е. — М.: Госвоениздат, 1932. — 328 p. — 5000 экз.

### Научные исследования
- Держалюк Н. С.. Міжнародне становище України та її визвольна боротьба у 1917—1922 роках. — К.: Оріяни, 1998. — ISBN 966-7373-01-0
- Лехович Д. В. Глава XIX. Надежды и разочарования // Деникин. Жизнь русского офицера. — 1-е. — М.: Евразия +, 2004. — С. 400—431. — 888 с. — 3000 экз. — ISBN 5-93494-071-6.
- Савченко В. А., Бутоннэ П. Французское военное присутствие в Одесском районе (декабрь 1918 — апрель 1919): к вопросу о причинах неудач «южнорусской» экспедиции // Юго-Запад. Одессика : Историко-краеведческий научный альманах. — Одесса: Печатный дом, 2012. — Т. 13. — С. 120—185. — ISBN 978-966-389-291-8. Архивировано 15 октября 2013 года.